# رینبو واریر (۱۹۵۵)
رینبو واریر (۱۹۵۵) (به انگلیسی: Rainbow Warrior (1955)) یک کشتی بود که طول آن ۴۰ متر (۱۳۱ فوت ۳ اینچ) بود. این کشتی در سال ۱۹۵۵ ساخته شد.